# Rhombophryne roseifemoralis
Espèce
Synonymes
- Stumpffia roseifemoralis Guibé, 1974

Statut de conservation UICN

 DD  : Données insuffisantes
Rhombophryne roseifemoralis est une espèce d'amphibiens de la famille des Microhylidae.

## Répartition
Cette espèce est endémique du nord-est de Madagascar. Elle se rencontre sur le mont Marojejy et dans les environs de Voloina. Elle est présente entre 100 et 1 300 m d'altitude.

## Taxinomie
Cette espèce a été relevée de sa synonymie avec Rhombophryne psologlossa par Köhler, Vences, D'Cruze & Glaw en 2010. où elle avait été placée par Blommers-Schlösser & Blanc en 1991.

## Étymologie
Son nom d'espèce, du latin, roseus, « rose», et femoralis, « la cuisse », lui a été donné en référence à la coloration rose des faces des cuisses antérieure et postérieure, teinte qui se prolonge sur la face interne des tibias.

## Publication originale
- Guibé, 1974 : Batraciens nouveaux de Madagascar. Bulletin du Museum National d'Histoire Naturelle, sér. 3, Zoologie, vol. 171, p. 1169-1192 (texte intégral).